# Mestranol
O mestranol (DCI; nomes de marca: Devocin, Ovastol, Tranel, entre outros; também conhecido como etinilestradiol 3-metil éter, EEME, EE3ME) é um estrogênio esteroide sintético amplamente utilizado para fins contraceptivos. Foi empregado como o componente do estrogênico em muitos dos primeiros contraceptivos orais, tais como o mestranol / noretynodrel (nomes de tipo Enovid, Enavid), e é usado ainda hoje. Foi também um componente de Ortho-Novum, Ortho-Novin, Femigen, e Norbiogest. Além do seu uso como contraceptivo oral, o mestranol tem sido usado como um componente da terapia de reposição hormonal.

## Farmacologia
O mestranol é o éter 3-metilo do etinilestradiol e é um pró-fármaco biologicamente inativo do etinilestradiol ao qual é desmetilado no fígado com uma eficiência de conversão de 70% (50 μg de mestranol é bioquivalente à 35 μg de etinilestradiol, sendo o etinilestradiol cerca de 1,7 vezes mais potente oralmente do que mestranol).